# Nathalie Hagman
Nathalie Hagman (Farsta, 19 luglio 1991) è una pallamanista svedese, ala destra del Neptunes de Nantes e della nazionale svedese.

## Carriera

### Club

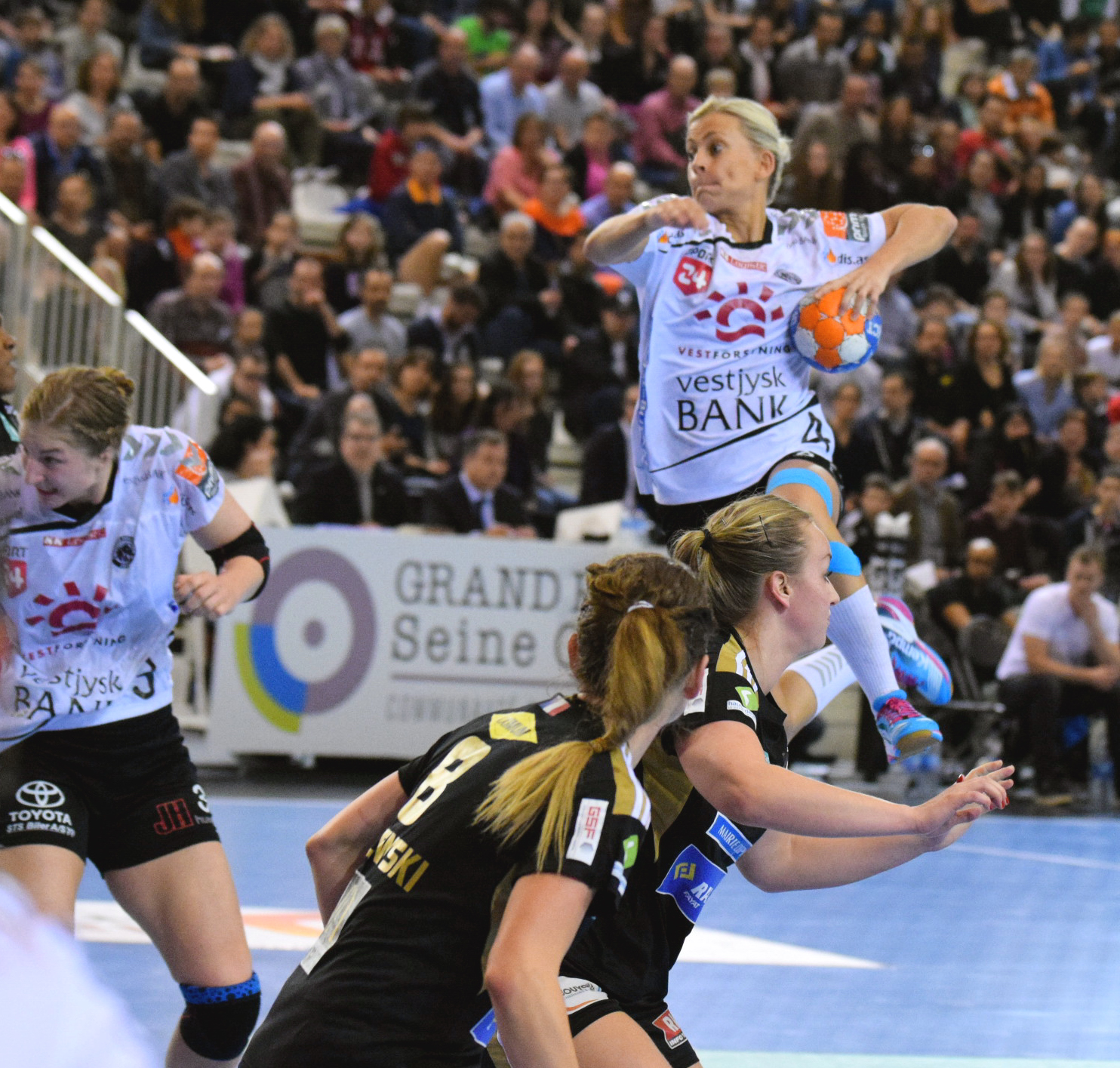
Nathalie Hagman in un'azione di gioco al TT Hostelbro nell'aprile 2016.

Nathalie Hagman iniziò giovanissima la propria carriera di giocatrice di pallamano nel BK Söder, per poi trasferirsi nel 2007 allo Skuru IK. Nella primavera 2008 vinse con lo Skuru IK il titolo nazionale giovanile, mentre nell'autunno successivo fece il suo esordio in prima squadra nell'Elitserien, la massima serie del campionato svedese. Nella primavera 2009 vinse il titolo nazionale juniores sempre con lo Skuru IK e alla fine dell'anno venne premiata come Årets komet dell'anno, ovvero come giocatrice che ha avuto il maggior impatto sulle prestazioni del proprio club. Al termine della stagione 2010-11 vinse la classifica delle migliori marcatrici del campionato svedese con 186 reti messe a segno. Conclusa la stagione, nel mese di maggio 2011, si trasferì al Lugi HF. Alla prima stagione con la nuova squadra Hagman vinse per la seconda volta consecutiva la classifica delle migliori marcatrici della Elitserien, con 164 reti messe a segno nel corso dell'annata 2011-12. Rimase al Lugi HF per tre stagioni di fila, raggiungendo per due volte la finale per il titolo nazionale, ma perdendo in entrambe le occasioni contro il IK Sävehof. Nel 2012 subì un infortunio al legamento crociato nel corso dei play-off per il titolo, che la tenne lontana dal campo per diversi mesi, rientrando solo nella seconda parte della stagione successiva.
Nell'estate 2014 lasciò la Svezia per trasferirsi in Danimarca al TT Holstebro. Vi giocò per due stagioni consecutive, durante le quali la squadra vinse due competizioni internazionali, la EHF Cup 2014-15 e la Coppa delle Coppe 2015-16, ultima edizione del torneo. Nella doppia finale di Coppa delle Coppe contro le russe del Lada Togliatti Hagman mise a segno 23 reti complessivamente, vincendo anche la classifica delle migliori marcatrici della manifestazione dopo aver vinto la classifica marcatrici dell'EHF Cup nella stagione precedente. Nel 2015 Hagman venne premiata come pallamanista dell'anno in Danimarca, mentre al termine della stagione 2015-16 venne premiata come migliore pallamanista svedese dell'anno. Al termine della stagione lasciò il TT Hostelbro, che stava avendo problemi finanziari, per trasferirsi al Nykøbing Falster. Nell'annata passata al Nykøbing Falster Hagman vinse il campionato danese, primo campionato nazionale che vinceva.
Nell'estate 2017 Hagman lasciò la Danimarca per andare a giocare in Romania al CSM Bucarest, dove raggiunse le connazionali Isabelle Gulldén e Linnea Torstensson. Rimase nella capitale rumena per due stagioni consecutive, durante le quali vinse un campionato rumeno, due coppe nazionali e una supercoppa, facendo anche il suo esordio nell'EHF Champions League. Per la stagione 2019-20 tornò in Danimarca, andando a giocare per l'Odense. A gennaio 2020, dopo che nella prima parte della stagione non era riuscita a raggiungere le prestazioni attese, concordò con la società la rescissione del contratto. Nel giugno 2020 si accordò con la società francese del Nantes Atlantique per le successive due stagioni. Col Nantes arrivò la vittoria della EHF European League nell'edizione 2020-21, con Hagman migliore marcatrice nelle due partite della final fuor con 18 reti realizzate complessivamente.

### Nazionale
Nathalie Hagman ha fatto parte della selezione nazionale svedese sin da giovanissima, giocando nelle selezioni giovanili. Nel luglio 2010 fece parte della selezione svedese under-20 al campionato mondiale di categoria, disputatosi in Corea del Sud, risultando con 75 reti la migliore marcatrice della manifestazione.
Il 5 marzo 2009, ancora diciassettenne, fece il suo esordio nella nazionale maggiore in un'amichevole contro la Slovenia, seguita da una seconda partita il giorno seguente contro l'Ungheria. Nel giugno successivo giocò anche contro il Montenegro nei play-off di qualificazione al campionato mondiale 2009, divenendo la più giovane giocatrice svedese a partecipare a partite valide per l'accesso a un torneo internazionale. Nel 2010 venne inserita da Per Johansson, selezionatore della nazionale, nella rosa della squadra che prese parte alla fase finale del campionato europeo. La Svezia concluse il torneo al secondo posto dopo aver perso la finale contro la Norvegia, conquistando così la medaglia d'argento. Causa una serie d'infortuni e una mancata qualificazione della Svezia, Hagman tornò a giocare un torneo internazionale nel 2014 al campionato europeo. Il torneo vide la Svezia vincere la medaglia di bronzo dopo aver sconfitto il Montenegro nella finale per il terzo posto.
Nel 2016 Hagman venne inclusa nella squadra svedese che partecipò al torneo femminile di pallamano ai Giochi della XXXI Olimpiade. La Svezia venne eliminata ai quarti di finale dalla Norvegia, ma Hagman venne inserita nella squadra del torneo, venendo premiata come migliore ala destra. Analogo riconoscimento venne conferito ad Hagman l'anno successivo al termine del campionato mondiale 2017, concluso dalle svedesi ai piedi del podio dopo la sconfitta nella finale per il terzo posto contro i Paesi Bassi.
Al campionato europeo 2018 nella partita vinta dalla Svezia 39-31 sulla Russia nell'ultima partita del turno principale, eguagliò il record di reti realizzate in una sola partita, 17, al campionato europeo, stabilito dalla polacca Karolina Kudłacz-Gloc dodici anni prima. Ha fatto parte della rosa della nazionale che ha partecipato al torneo femminile di pallamano ai Giochi della XXXII Olimpiade, concluso ai piedi del podio dopo la sconfitta nella finale per il terzo posto contro la Norvegia. Al campionato mondiale 2021, disputato in Spagna, ha battuto il record del maggior numero di reti segnate in una partita del campionato mondiale, realizzando 19 reti contro Porto Rico nel turno preliminare. Il record venne eguagliato dalla stessa Hagman quattro giorni dopo nella vittoria sul Kazakistan. Grazie anche a queste prestazioni vinse la classifica delle migliori marcatrici della manifestazione con 71 reti realizzate in sette incontri.

## Palmarès

### Club
- EHF European League/EHF Cup: 2

TT Holstebro: 2014-2015
Nantes Atlantique: 2020-2021
- Coppa delle Coppe EHF: 1

TT Holstebro: 2015-2016
- Campionato danese: 1

Nykøbing Falster: 2016-2017
- Campionato rumeno: 1

CSM Bucarest: 2017-2018
- Coppa di Romania: 2

CSM Bucarest: 2017-2018, 2018-2019
- Supercoppa di Romania: 1

CSM Bucarest: 2017

### Nazionale
- Campionato europeo

 Argento: Norvegia-Danimarca 2010
 Bronzo: Ungheria-Croazia 2014
- Trofeo Carpazia: 1

2015

### Individuale
- Årets komet del campionato svedese: 1

Skuru IK: 2009
- Migliore marcatrice del campionato mondiale under-20: 1

2010
- Migliore marcatrice del campionato svedese: 2

2010-2011, 2011-2012
- Migliore marcatrice dell'EHF Cup: 1

2014-2015
- Migliore marcatrice della Coppa delle Coppe EHF: 1

2015-2016
- Miglior ala destra ai Giochi olimpici: 1

Rio 2016
- Pallamanista dell'anno in Danimarca: 1

2015
- Migliore terzino destro del campionato danese: 2

2015-2016, 2016-2017
- Migliore pallamanista svedese dell'anno: 1

2015-2016
- Miglior ala destra al campionato mondiale: 1

Germania 2017
- Miglior marcatrice del campionato mondiale: 1

Spagna 2021